# Shi You

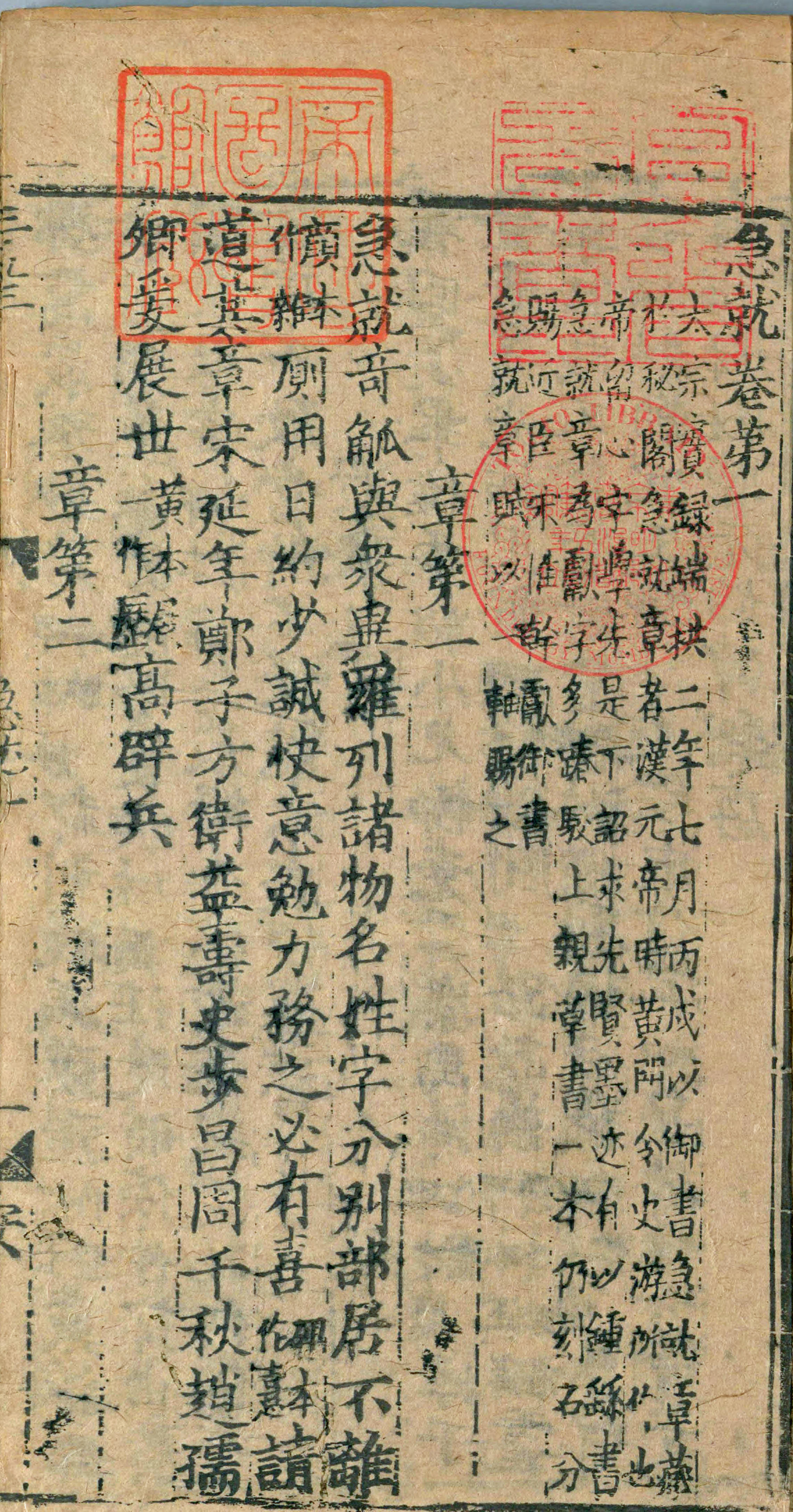
Jijiupian 急就篇 (aus einem Exemplar in Japan, Nationale Parlamentsbibliothek)

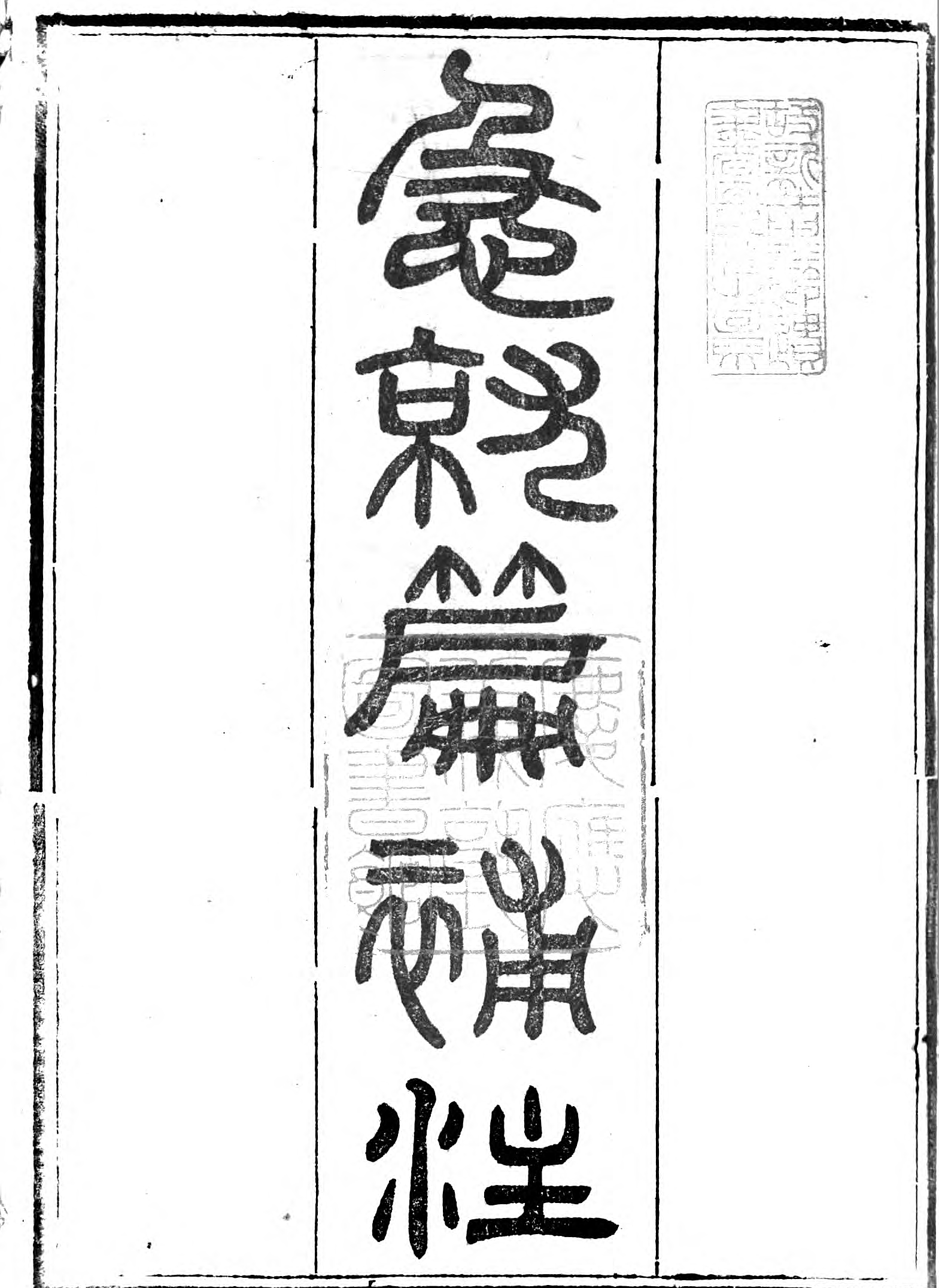
Jijiu pian buzhu 急就篇補注 (1875), kommentiert von Yan Shigu mit Ergänzungskommentar von Wang Yinglin (aus der Bibliothek der Keiō-Universität)

Shi You (chinesisch 史游, Pinyin Shǐ Yóu, W.-G. Shih Yu) war ein chinesischer Gelehrter, Kalligraph und Palasteunuch der Zeit der Han-Dynastie.
Shi You war als Beamter im Rang des Direktors der Gelben Tore (Huangmen Ling 黄门令).
Er ist Verfasser des Jijiupian 急就篇 bzw. Jijiu zhang 急就章 (Schnelle Meisterung der Schriftzeichen), ein zur Zeit des Kaisers Yuandi [reg. 48–33 v. Chr.] verfasstes Werk.
In der Zeit der Qing-Dynastie haben sich Gelehrte wie Niu Shuyu (1760–1827), Sun Xingyan (1753–1818) oder Zhuang Shiji damit beschäftigt.
Die etwa 40 v. Chr. verfasste Schrift wird auch für kalligrafische Zwecke verwendet, um verschiedene Schriftarten wie die Kanzleischrift (lishu 隸書), die Dokumentarschrift (zhangshu 章書) oder die „Grasschrift“ (caoshu 草書) zu trainieren.